# Domstolsstyrelsen
Domstolsstyrelsen er en styrelse under Justitsministeriet, der har til opgave at administrere og udvikle Danmarks Domstole. Det indbefatter bevillinger, personale-, bygnings-, inventar- og IT-administration. Styrelsen beskæftiger ca. 200 medarbejdere og ledes af direktør Kristian Hertz. 
Styrelsen blev oprettet som en ny, selvstændig statsinstitution den 1. juli 1999. Selvom styrelsen hører til under Justitsministeriet, arbejder den helt uafhængigt af ministeriet. Således skal ministeriet ikke høres før styrelsen træffer en beslutning, ligesom en beslutning truffet af styrelsen ikke kan omstødes af ministeriet. Dette for at understrege domstolenes uafhængighed. 
Styrelsen ledes af en bestyrelse og en daglig ledelse. Bestyrelsen består af 11 personer, hvoraf en er højesteretsdommer, to er landsdommere, to er byretsdommere, en repræsenterer det øvrige juridiske personale ved domstolene, to repræsenterer det administrative personale ved domstolene, en er advokat og to er medlemmer med særlig ledelsesmæssig og samfundsmæssig indsigt. Den daglige ledelse varetages af en direktør og dennes stab, som ansættes og afskediges af bestyrelsen.
Administrationen af Procesbevillingsnævnet og Den Særlige Klageret hører også under Domstolsstyrelsen, mens spørgsmål om besættelse af dommerstillinger varetages af Dommerudnævnelsesrådet.